# Das Hohelied Salomos
Das Hohelied Salomos — шестой альбом группы краут-рока Popol Vuh, первоначально выпущенный в 1975 году.

## Список композиций
Все треки написал Флориан Фрике, кроме 2 и 9, написанных Флорианом Фрике и Даниелем Фихелшером, и 7, написанного Даниелем Фихелшером. Тексты Соломона в обработке Флориана Фрике.
1. «Steh auf, zieh mich Dir nach» — 4:44
2. «Du schönste der Weiber» — 4:28
3. «In den Nächten auf den Gassen I» — 1:33
4. «Du Sohn Davids I» — 2:59
5. «In den Nächten auf den Gassen II» — 3:26
6. «Der Winter ist vorbei» — 3:42
7. «Ja, Deine Liebe ist süßer als Wein» — 3:36
8. «Du Sohn Davids II» — 3:47
9. «Du tränke mich mit Deinen Küssen» — 4:57

Бонус-треки на переиздании 2005 года
1. «In den Nächten auf den Gassen III» — 2:10
2. «Schön bist Du vor Menschensöhnen» (Alternative Session) — 2:45
3. «Mitten im Garten» (Alternative Piano Version) — 4:50

## Исполнители
Флориан Фрике — фортепиано
Даниель Фихелшер — электрогитара, акустическая гитара, перкуссия
Джонг Юн — вокал
Приглашенные музыканты

Алоиз Громер — ситар
Шана Кумар — табла